# 111 Eskadra Myśliwska (3 plot)
111 eskadra myśliwska – pododdział lotnictwa Wojska Polskiego w II Rzeczypospolitej.
Godło eskadry: czerwona błyskawica na tle białego koła.

## Formowanie i szkolenie
Podczas reorganizacji lotnictwa wojskowego w 1925 roku 13 eskadrę myśliwską przemianowano na 111 eskadrę lotniczą. 
Eskadra pozostałą w strukturach 3 pułku lotniczego i stacjonowała na lotnisku Ławica. Wyposażenie stanowiły samoloty Fokker D.VII.
Jesienią 1925 rozpoczęto przezbrajanie eskadry na zakupione we Francji samoloty Blériot-SPAD S.61C1.
W czerwcu 1927 eskadra odbyła szkołę ognia lotniczego na poligonie Toruń-Podgórz. Piloci strzelali do rękawa „H”, do celów naziemnych i zbijali baloniki.
W sierpniu,  w składzie dywizjonu, eskadra brała udział w manewrach wojsk lądowych na terenie województwa łódzkiego. Za dobrą współpracę otrzymała pochwałę od dowódcy Okręgu Korpusu nr IV gen. bryg. Stanisława Małachowskiego.
W ramach uporządkowania nazewnictwa, rozkazem Ministerstwa Spraw Wojskowych. Biuro Og.Org. L.dz. 412/tjn. Org. z 2 sierpnia 1928, 111 eskadra myśliwska została przemianowana  na 131 eskadrę myśliwską.

## Personel eskadry
Dowódcy eskadry
- por. pil. Oskar Müller (III 1925 – IX 1925)
- kpt.pil. Adam Kowalczyk (IX 1925 – VIII 1928)